# Alexander Hamilton Rice Jr.
Pour les articles homonymes, voir Hamilton et Rice.
Alexander Hamilton Rice Jr., né le 29 août 1875 à Roxbury (Boston) et mort le 23 juillet 1956 à Newport (Rhode Island), est un physicien, géographe, explorateur et géologue américain.
Professeur de géographie à l'Université Harvard de 1929 à 1952, fondateur et directeur de l'Institut d'exploration géographique de Harvard,il est célèbre pour ses expéditions dans le bassin amazonien.

## Biographie
Alexander H. Rice Jr. est né à Roxbury dans le Massachusetts le 29 août 1875. Son grand-père est l'ancien maire de Boston, gouverneur du Massachusetts et membre du Congrès américain Alexander Hamilton Rice. Après avoir fréquenté la Noble and Greenough School (en), il obtient un A.B puis est titulaire d'un B.A. du Harvard College (1898) et d'un doctorat en médecine de la Harvard Medical School (1904).
Il voyage dans le nord-ouest du bassin de l'Amazone et dans celui de l'Orénoque dès 1907 et y revient à diverses reprises jusqu'en 1925.
Le 6 octobre 1915, il épouse Eleanor Elkins Widener (en), veuve et survivante du RMS Titanic.
En 1914-1915, il se porte volontaire pour le personnel chirurgical parisien de l'American Ambulance, un groupe de médecins civils américains servant en Europe avant l'entrée des États-Unis dans la Première Guerre mondiale. De 1915 à 1917, il dirige l'Hôpital 72, Société de Secours aux Blessés Militaires, un hôpital caritatif français également à Paris.
Lors de l'entrée en guerre des États-Unis en 1917, il est nommé lieutenant dans la Réserve navale des États-Unis, dirigeant la 2e école de formation du district naval pour les officiers de réserve à Newport (Rhode Island), où il sert jusqu'en 1919. En 1919, il est décoré Commandeur de la Légion d'honneur pour ses services rendus au peuple français,.
En 1922, Rice est le candidat républicain non élu au Congrès américain dans le 12e district du Congrès du Massachusetts.

### Explorations et carrière académique
Comme géographe et explorateur, Rice se spécialise dans les cours d'eau,. Au cours de sept expéditions, commençant en 1907, il explore 1 300 000 km2 du bassin amazonien, cartographiant un certain nombre de rivières jusqu'alors non cartographiées dans la zone nord-ouest du bassin amazonien, atteignant la Colombie et le Venezuela.
Après son mariage en 1915, sa femme mondaine l'accompagne dans plusieurs expéditions en Amérique du Sud qui sont relatées dans la littérature géographique et suivies de près par la presse populaire. Une expédition de 1916 fait l'objet d'un livre de 1918 rédigé par un collègue, William Thomas Councilman (en). Lors d'un voyage en 1920, il est rapporté que « le groupe a repoussé une attaque de sauvages et tué deux cannibales » —‌ « légèrement vêtus... très féroces et de grande stature ». (Un titre ultérieur disait : « L'explorateur Rice nie avoir été mangé par des cannibales », rapporte qu'il a été mangé par des cannibales ou a été victime des serpents qui le guettent tout le temps. ») Lors d'une expédition en 1919, il remonte l'Orénoque jusqu'à sa partie supérieure, atteint le Venezuela, mais a une bataille désastreuse avec un groupe de Yanomami. L'expédition continue, en 1920, à traverser le canal naturel de Casiquiare et à descendre le Rio Negro jusqu'à l'Amazone à Manaus,.
Son exploration la plus importante en 1924-1925 est la première à utiliser la photographie aérienne (à partir d'un biplan Curtis Sea-Gull avec flotteurs) et la radio à ondes courtes pour la cartographie. Cette expédition de quatre mois remonte le Rio Branco et son cours supérieur le Uraricoera, au-delà de l'île de Maraca et de la puissante cascade de Purumame, puis, laissant ses bateaux, il parcourt des sentiers dans les collines de Parima. L'équipe a une rencontre paisible avec un autre groupe de Yanomami que Rice trouve pauvre et repoussant mais dont il est impressionné par leur magnifique hutte conique yano,. Il crée alors des hôpitaux pour les Indiens au Brésil, fait des recherches sur les maladies tropicales et mène des expéditions en Alaska et dans la baie d'Hudson.
Ses explorations des fleuves Amazone et Orénoque lui valent des honneurs, notamment, en 1914, la Médaille d'or de la Royal Geographical Society de Londres, la Médaille d'or de la Geographical Society of Philadelphia (en), la Médaille d'or de la Société Royale de Géographie d'Anvers et la Médaillé d'or du Harvard Travellers Club et en 1939, la Grande médaille d'or des explorations de la Société de géographie de Paris. Il dirige sa dernière expédition en 1924-1925.
Rice est étroitement associé à la Royal Geographical Society de Londres. Après avoir reçu la Médaille d'or en 1914, il y donne fréquemment des conférences et publie des rapports sur ses diverses expéditions dans le The Geographical Journal, en 1914, 1918, 1921 et 1928. Lorsque la Société célèbre son centenaire en 1930, il réalise le plus grand don (25 000 £), qui a servi à construire une salle de conférence, une bibliothèque et d'autres salles à son siège. Il a donné plusieurs de ses films et photographies aux archives de la RGS.
En 1926, il propose de financer un chemin de fer sur 850 km depuis Manaus au nord jusqu'à Boa Vista (alors territoire de Rio Branco ; aujourd'hui État de Roraima) s'il obtient une franchise d'exploitation et un terrain le long de celui-ci ; le gouverneur local refuse.
Rice fonde en 1929 l'Institut d'exploration géographique de Harvard, auquel lui et sa femme apportent une dotation considérable et qui, sous la direction de Rice, devient un centre important pour la science de la photogrammétrie.
Ses autres postes comprennent la conservation de la section sud-américaine du Musée Peabody d'archéologie et d'ethnologie. Maître de conférences sur les maladies de l'Amérique du Sud tropicale à la Harvard Medical School et administrateur du Musée américain d'histoire naturelle, il appartient à la General Society of Colonial Wars (en) et à la Société des Cincinnati du New Hampshire. Il est également membre du Club des Explorateurs.
Lorsque l'Institut ferme en 1952, Rice se retire à Miramar, le manoir familial de sa femme à Newport, Rhode Island, où il meurt le 23 juillet 1956,,.